# Mexico City Open 2024 - Doppio
Il doppio del torneo di tennis professionistico Mexico City Open 2024, facente parte della categoria Challenger 125 nell'ambito dell'ATP Challenger Tour 2024, si è giocato dal 1° al 7 aprile a Città del Messico, in Messico. Tra le sedici coppie di partecipanti erano assenti Boris Arias e Federico Zeballos, i detentori del titolo.
In finale Ryan Seggerman e Patrik Trhac hanno sconfitto Tristan Schoolkate e Adam Walton con il punteggio di 5–7, 6–4, [10–5].

## Teste di serie
1. Luke Johnson /  Skander Mansouri (semifinale)
2. Christian Harrison /  Marcus Willis (semifinale)

1. Rithvik Choudary Bollipalli /  Niki Kaliyanda Poonacha (quarti di finale)
2. Tristan Schoolkate /  Adam Walton (finale)

## Wildcard
1. Hans Hach Verdugo /  Vasek Pospisil (primo turno)

1. Nicolás Mejía /  Thiago Agustín Tirante (quarti di finale, ritirati)

## Tabellone

### Legenda
| - Q = Qualificato - WC = Wild card - LL = Lucky loser | - ALT = Alternate - SE = Special Exempt - PR = Protected Ranking | - w/o = Walkover - r = Ritirato - d = Squalificato |

|  | Primo turno | Primo turno                       | Primo turno                       | Primo turno | Primo turno |  |  | Quarti di finale | Quarti di finale                  | Quarti di finale                  | Quarti di finale     | Quarti di finale    |   |     | Semifinali | Semifinali                  | Semifinali            | Semifinali                     | Semifinali |   |     | Finale | Finale | Finale | Finale | Finale |  |
|  |             |                                   |                                   |             |             |  |  |                  |                                   |                                   |                      |                     |   |     |            |                             |                       |                                |            |   |     |        |        |        |        |        |  |
|  | 1           | L Johnson S Mansouri              | L Johnson S Mansouri              | 6           | 6           |  |  |                  |                                   |                                   |                      |                     |   |     |            |                             |                       |                                |            |   |     |        |        |        |        |        |  |
|  |             | G Mpetshi Perricard L Sanchez     | G Mpetshi Perricard L Sanchez     | 3           | 4           |  |  | 1                | L Johnson S Mansouri              | L Johnson S Mansouri              | L Johnson S Mansouri | w/o                 |   |     |            |                             |                       |                                |            |   |     |        |        |        |        |        |  |
|  | WC          | N Mejía TA Tirante                | N Mejía TA Tirante                | 6           | 7           |  |  | WC               | N Mejía TA Tirante                | N Mejía TA Tirante                | N Mejía TA Tirante   |                     |   |     |            |                             |                       |                                |            |   |     |        |        |        |        |        |  |
|  |             | G Goldhoff J Trotter              | G Goldhoff J Trotter              | 4           | 61          |  |  |                  |                                   |                                   |                      |                     |   |     | 1          | L Johnson S Mansouri        | L Johnson S Mansouri  | 4                              | 4          |   |     |        |        |        |        |        |  |
|  | 3           | R Bollipalli N Kaliyanda Poonacha | R Bollipalli N Kaliyanda Poonacha | 6           | 7           |  |  |                  |                                   |                                   | R Seggerman P Trhac  | R Seggerman P Trhac | 6 | 6   |            |                             |                       |                                |            |   |     |        |        |        |        |        |  |
|  |             | F Gaio A Giannessi                | F Gaio A Giannessi                | 3           | 65          |  |  | 3                | R Bollipalli N Kaliyanda Poonacha | R Bollipalli N Kaliyanda Poonacha | 4                    | 63                  |   |     |            |                             |                       |                                |            |   |     |        |        |        |        |        |  |
|  |             | R Seggerman P Trhac               | R Seggerman P Trhac               | 7           | 6           |  |  |                  | R Seggerman P Trhac               | R Seggerman P Trhac               | 6                    | 7                   |   |     |            |                             |                       |                                |            |   |     |        |        |        |        |        |  |
|  |             | M Polmans C Puttergill            | M Polmans C Puttergill            | 5           | 4           |  |  |                  |                                   |                                   |                      |                     |   |     |            | Ryan Seggerman Patrik Trhac | 5                     | 6                              | [10]       |   |     |        |        |        |        |        |  |
|  | WC          | H Hach Verdugo V Pospisil         | H Hach Verdugo V Pospisil         | 2           | 4           |  |  |                  |                                   |                                   |                      |                     |   |     |            |                             | 4                     | Tristan Schoolkate Adam Walton | 7          | 4 | [5] |        |        |        |        |        |  |
|  |             | M Kiger M Soto                    | M Kiger M Soto                    | 6           | 6           |  |  |                  | M Kiger M Soto                    | 4                                 | 6                    | [10]                |   |     |            |                             |                       |                                |            |   |     |        |        |        |        |        |  |
|  |             | G Oliveira J Paris                | 712                               | 4           | [8]         |  |  | 4                | T Schoolkate A Walton             | 6                                 | 3                    | [12]                |   |     |            |                             |                       |                                |            |   |     |        |        |        |        |        |  |
|  | 4           | T Schoolkate A Walton             | 610                               | 6           | [10]        |  |  |                  |                                   |                                   |                      |                     |   |     | 4          | T Schoolkate A Walton       | T Schoolkate A Walton | 6                              | 712        |   |     |        |        |        |        |        |  |
|  |             | TJ Fancutt H Reese                | TJ Fancutt H Reese                | 6           | 6           |  |  |                  |                                   | 2                                 | C Harrison M Willis  | C Harrison M Willis | 3 | 610 |            |                             |                       |                                |            |   |     |        |        |        |        |        |  |
|  |             | O Jasika D Pichler                | O Jasika D Pichler                | 4           | 1           |  |  |                  | TJ Fancutt H Reese                | TJ Fancutt H Reese                | 3                    | 4                   |   |     |            |                             |                       |                                |            |   |     |        |        |        |        |        |  |
|  |             | B Lock R Statham                  | B Lock R Statham                  | 1           | 2           |  |  | 2                | C Harrison M Willis               | C Harrison M Willis               | 6                    | 6                   |   |     |            |                             |                       |                                |            |   |     |        |        |        |        |        |  |
|  | 2           | C Harrison M Willis               | C Harrison M Willis               | 6           | 6           |  |  |                  |                                   |                                   |                      |                     |   |     |            |                             |                       |                                |            |   |     |        |        |        |        |        |  |